# Plaça Prat de la Riba (Castellterçol)
La Plaça Prat de la Riba és una plaça pública de Castellterçol (Moianès) inclosa a l'Inventari del Patrimoni Arquitectònic de Catalunya.

## Descripció
Es troba al centre urbà de la vila. Enllaça la plaça del Doctor Fargas amb el carrer del Recó. S'ha aixecat edificis a només una de les bandes, la qual cosa ha suposat, junt amb el fet que la plaça estigui damunt el turó que ocupa el poble, que sigui com una gran balconada des de la qual es domina el poble.

## Història
El nom li ve donat pel fet que a una de les cases que hi ha aixecades en aquesta plaça hi nasqué, el 1870, Enric Prat de la Riba.
La font que hi ha a la plaça va ser construïda el 1960, en el mateix punt on 50 anys enrere es col·locà la primera pedra del monument a Prat de la Riba i que mai n es va arribar a aixecar.